# Коле Пјано (Изернија)
Коле Пјано је насеље у Италији у округу Изернија, региону Молизе.
Према процени из 2011. у насељу је живело 24 становника. Насеље се налази на надморској висини од 658 м.